# Malossi
Malossi Sp А. - італійський виробниктюнінгових деталей для мопедів і скутерів. Його заснував Армандо Малоссі в 1930  
році  .
Спочатку компанія спеціалізувалася на тюнінгу карбюраторів Dell'orto для мотоциклів. Ця міцна асоціація триває й донині, коли Malossi надає величезний асортимент карбюраторів та комплектів для мопедів, скутерів та мотоциклів. Серед інших продуктів, Malossi виробляє циліндри та варіатори як для гонок, так і для дорожнього використання. Зараз Malossi виробляє дві лінійки продуктів, Malossi і MHR (Malossi Hyper Racing), які призначені виключно для використання в гонках.
Основним конкурентом Малоссі є Polini, також розташована в Італії.
Норвезький рок-гурт назвав себе в честь компанії.

## Дивіться також
- Pagani
- Скутер
- Мопед
- Тюнінг

## Зовнішні посилання
- Офіційний сайт Malossi [Архівовано 9 квітня 2022 у Wayback Machine.]
- Портал Mallosi US